# Soerami (plaats)
Soerami (Georgisch: სურამი) is een plaats in centraal Georgië met 7.068 inwoners (2024), gelegen in de gemeente Chasjoeri (regio Sjida Kartli). Soerami is gesitueerd op 740 meter boven zeeniveau in het voorgebergte van het Lichigebergte. Het ligt 130 kilometer westelijk van hoofdstad Tbilisi en 5 kilometer ten noorden het gemeentelijk centrum Chasjoeri bij de samenvloeiing van de Tsjoemateleti en Sjoeaghele rivieren die als Soeramoela door Soerami stroomt.

## Geschiedenis

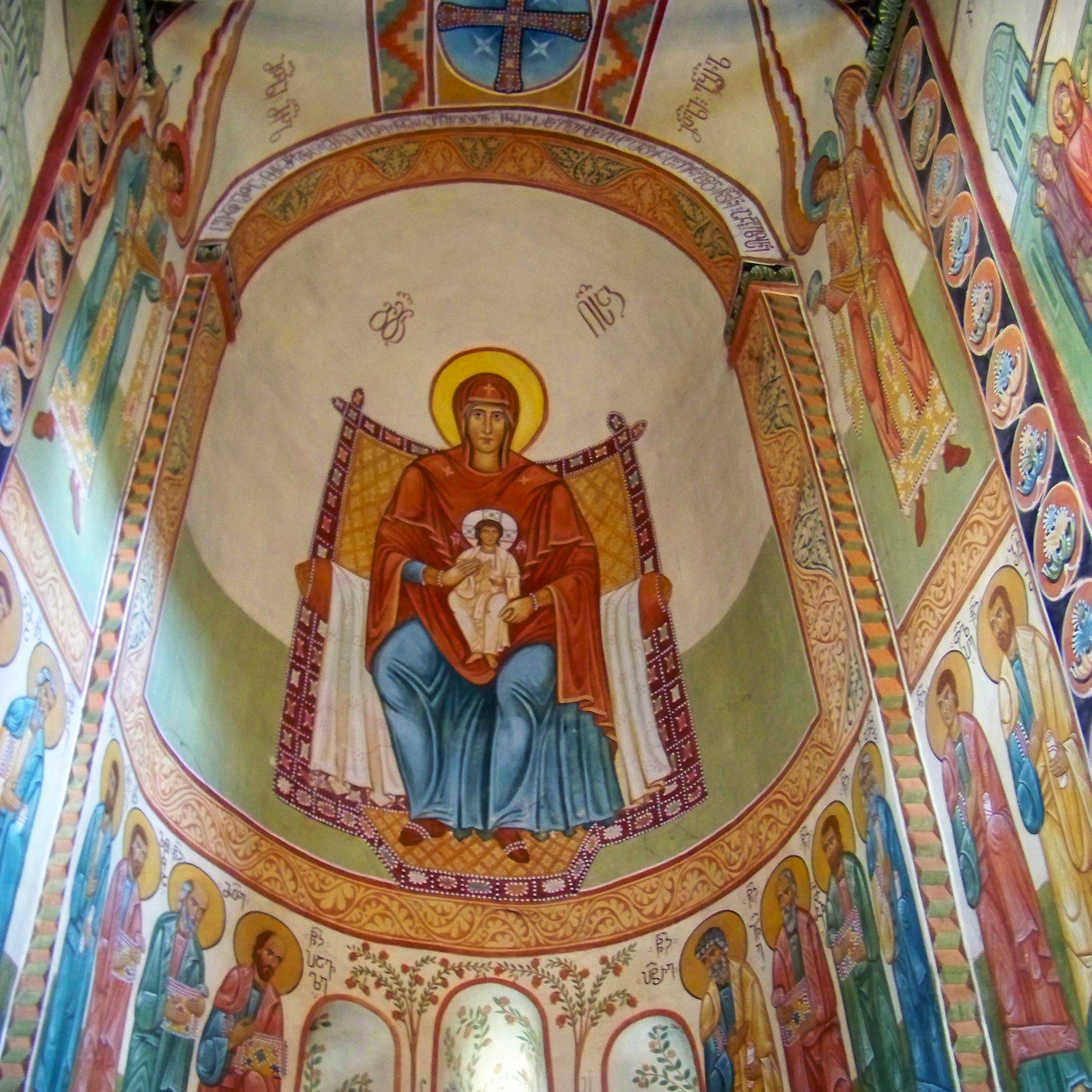
Fresco in 16e-eeuws Itriaklooster

De eerste menselijke nederzetting op het grondgebied van Soerami dateert mogelijk uit de vroege bronstijd. Het is waarschijnlijk het Surium waar klassieke auteurs over spreken, in het bijzonder Plinius de Oudere (AD 23-79), die het plaatst in het oostelijke deel van Colchis, in de richting van het Koninkrijk Iberië. Volgens Georgische historici werd Soerami in de 12e eeuw als stad beschreven. Het fort op de prominente rots in het stadje is oorspronkelijk in de 12e eeuw gebouwd, mede vanwege de strategisch ligging langs de doorgangsroute door het Lichigebergte.
In de 16e eeuw werd het gebied rond Soerami door zowel het Ottomaanse Rijk als Safavidisch Perzië bevochten, waarbij ook de Georgische koningen Loearsab I van Kartli en Bagrat III van Imereti betrokken waren die goede relaties met elkaar hadden. Met de Vrede van Amasya in 1555 kwam Soerami in Perzisch gecontroleerd gebied te liggen langs de bestandslijn met het Ottomaanse Rijk. In de 18e eeuw werd Soerami een koninklijke stad waar een Mouravi zetelde.
In de jaren 1740 werd Soerami door prins Givi Amilachvari gebruikt als zijn basis tegen koning Teimoeraz II en de Perzen. Na de overgave van de prins in 1745 werd het fort gesloopt, maar later hersteld en door de Russisch-Georgische troepen gebruikt in anti-Ottomaanse operaties tijdens de Russisch-Turkse oorlog (1768-1774). Na de Russische annexatie van Georgië in 1801, herbergde Soerami een militaire post met een militair hospitaal en werd het toen ontdekt als een kuuroord.

### Economische ontwikkeling
Soerami lag oorspronkelijk aan de eerste spoorlijn in Transkaukasië, die in 1872 geopend werd tussen Tbilisi en Poti. Vanaf hier werd de Soeramipas beklommen met een steile helling en korte bochten. Dit werd niet ideaal gevonden voor de olietreinen uit Bakoe die vanaf 1883 hierlangs kwamen. In 1890 werd langs een iets zuidelijker gelegen route een 4 kilometer lange spoortunnel door het Lichigebergte in gebruik genomen, de langste in het Russische Rijk en de Sovjet-Unie. Sindsdien werd Soerami het eindpunt van de aftakking uit Chasjoeri.
In 1926 verwierf Soerami de status 'nederzetting met stedelijk karakter' (Georgisch: დაბა, daba). In de Sovjetperiode kwamen er fabrieken voor glaspotten, wijn en conserven, vond er kwartsmijnbouw plaats en waren er drie sanatoria. Tevens opende in 1952 het huismuseum van Lesja Oekrajinka, een Oekraïense dichteres.

## Demografie
Per 1 januari 2024 had Soerami 7.068 inwoners, een daling van 6% ten opzichte van de volkstelling van 2014.
| Aantal                                                           | 4.589 | 6.162 | 10.177 | 7.775 | 7.239 | 6.579 | 9.773 | 7.492 | 7.589 | 7.068 |
| Verantwoording data: Bevolkingsstatistiek Georgië 1897 tot heden |       |       |        |       |       |       |       |       |       |       |

### Etniciteit
De bevolking van Soerami bestond de volkstelling van 2014 vrijwel geheel uit Georgiërs (98,5%). Er woonden daarnaast enkele tientallen Armeniërs (0,6%), Russen en Osseten. In 1926 bestond de bevolking van Soerami nog voor een kwart uit Armeniërs en een kwart uit Georgische Joden.

## Bestuurlijke indeling
Soerami is het centrum van de Soerami territoriale autoriteit (დაბა სურამის ტერიტორიული ორგანო), een administratieve eenheid van de gemeente Chasjoeri die nog vijf nabijgelegen dorpen omvat.

## Bezienswaardigheden

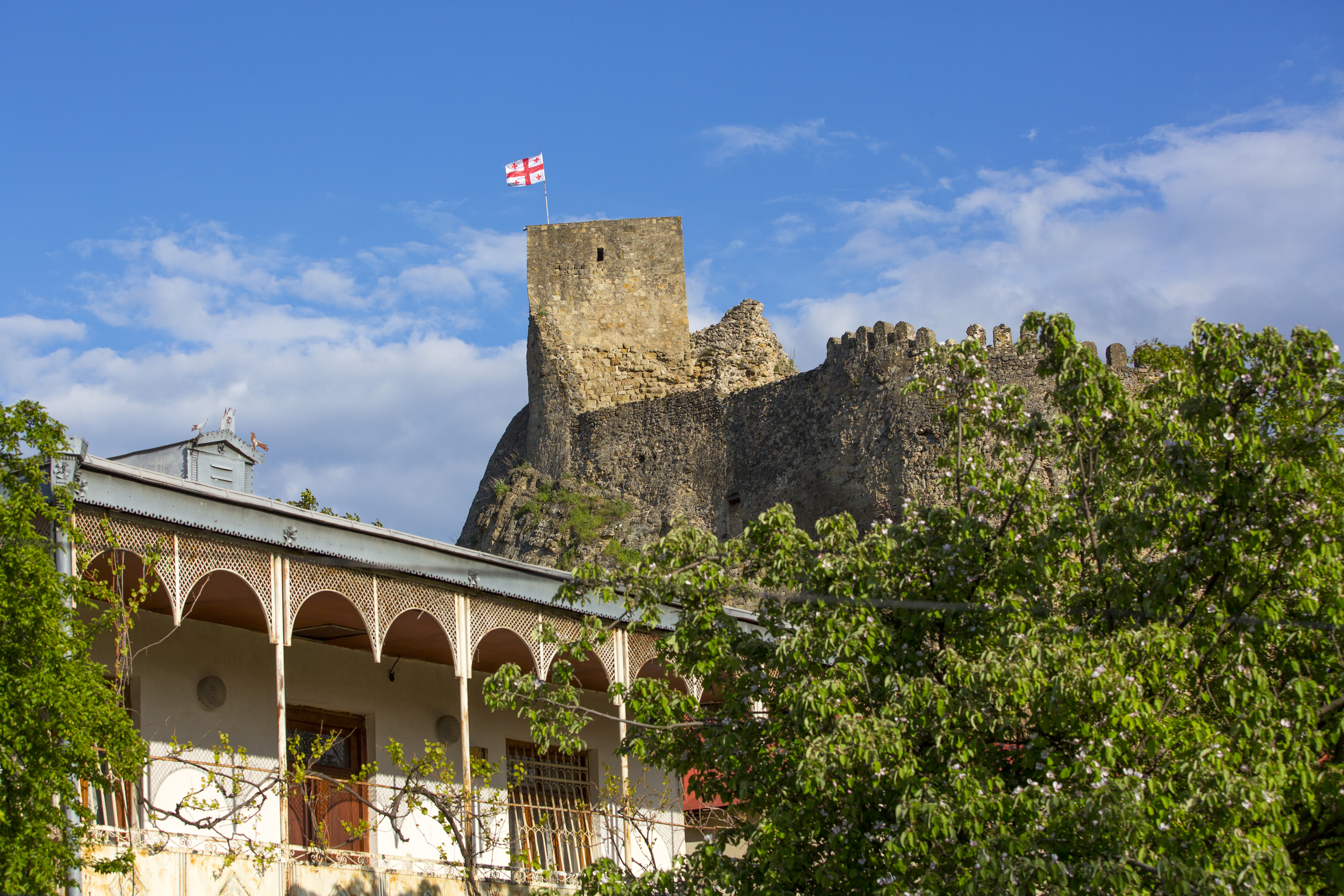
Soeramifort

Er zijn in Soerami enkele bezienswaardigheden:
- Soeramifort. Fort uit 12e eeuw op een prominente rots in de stad. Speelde belangrijke rol in verdediging koninkrijk Kartli.
- St Joriskerk, uit 11e-12e eeuw.
- Huismuseum van Lesja Oekrajinka, een vooraanstaande Oekraïense dichteres en auteur, tevens politiek en feministisch activiste. Zij woonde enkele jaren in een kuuroord in Soerami met haar echtgenoot en overleed hier in 1913. Het museum opende in 1952.[9]
- Soerami Synagoge uit 1915. Soerami kende een grote Joodse gemeenschap (een kwart van de bevolking in begin 20e eeuw).[16]
- Itriaklooster uit de 16e eeuw.

## Vervoer

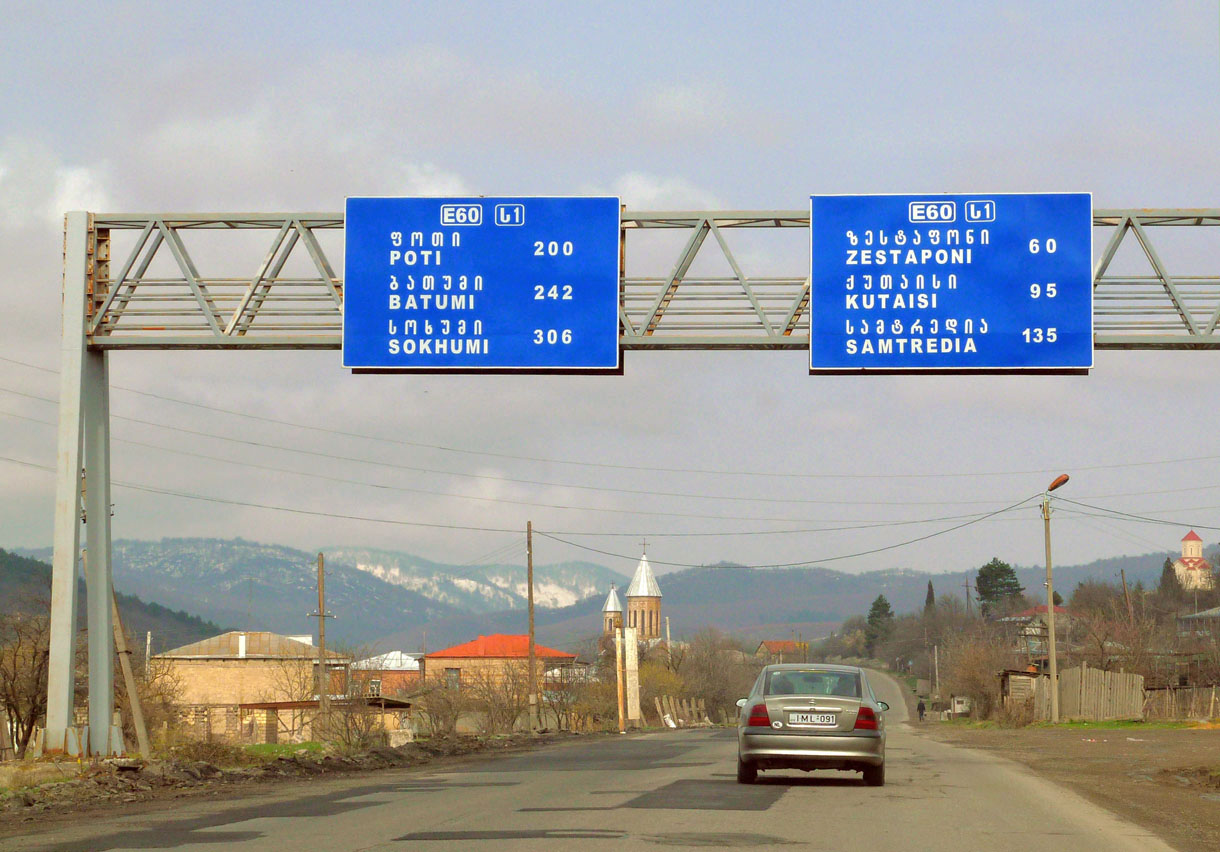
Oude route S1 langs St Joriskerk

De centrale hoofdroute door Georgië, de 'route van internationaal belang' S1 (E60), loopt voor een deel nog door de bebouwde kom van Soerami. Dit is een aflopende zaak met de aanleg van de Chasjoeri Bypass waarvan in 2020 het eerste deel tot Soerami opende. De S1 is tussen Tbilisi en Soerami verlegd en verbreed tot autosnelweg. In 2024 moet het stuk tussen Soerami en Zestafoni door het Lichigebergte klaar zijn. Ten noorden van Soerami gaat de weg via een 1,7 kilometer lange tunnel onder de Rikotipas door. Vanuit Soerami is de nationale route Sh55 via de Soeramipas naar Zestafoni een alternatief voor de S1 route.
Soerami lag tussen 1872 en 1890 aan de Tbilisi - Poti spoorlijn over de Soeramipas, maar met de opening van een spoortunnel in 1890 verwerd Soerami tot een eindpunt van een korte aftakking uit Chasjoeri. Inmiddels rijden er sinds 2012 geen treinen meer over dit stuk spoor.

## Film
- De Sovjet-Armeense kunstenaar en regisseur Sergej Paradzjanov maakte de film 'De legende van het fort Soerami', een hervertelling van een Georgische legende.

## Geboren
- Boechoeti Goergenidze (1933 - 2008), Georgische schaker. In 1970 werd hij grootmeester van de FIDE.